# Honda Vision
Honda Vision (Vision) – skuter japońskiej marki Honda, druga edycja produkowana głównie w Chinach od roku 2012 na rynki całego świata. Powstały dwie wersje skutera, wersja 50cm3 oraz 110cm3.

## Dokładny opis skutera Honda Vision 110 (2012 rok)
Nazwa handlowa - NSC110MPD
Silnik – , jednocylindrowy, 4-suwowy, 2-zaworowy, SOHC, chłodzony powietrzem.
Pojemność – 108 cm3
Moc maksymalna – 8,4KM/8000 obr./min
Maksymalny moment obrotowy – 8,7NM/6500 obr./min
Prędkość maksymalna - 88 km/h (rzeczywista, licznik pokazuje ponad 95 km/h)
Zapłon – Elektroniczny
Skrzynia biegów – automatyczna, V-Matic bezstopniowa
Wymiary – (Dł´Sz´Wys) 1,895 ´ 670 ´ 1,115mm
Pojemność zbiornika paliwa – 5,5 l
Pojemność zbiornika oleju – 0,8 l
Opony – Przód 80/90-16M/C 40P i Tył   90/90-14M/C 46P
Hamulce – Przód 220 mm, pojedynczy tarczowy,  system CBS i  Tył 130 mm, bębnowy, system CBS
Całkowita waga – 98 kg
Spalanie – 1,9 l/100 km (przy prędkości 60 km/h), rzeczywiste to około 2.6 przy pełnym zakresie prędkości w mieście.
Nazwa i adres producenta pojazdu - Wuyang-Honda Motors (Guangzhou) Co., Ltd. China
Poziom hałasu - na postoju 80 dB(A), podczas jazdy 72,50 dB(A) (4000 obr./min)
Toksyczność spalin - CO: 1,4290 g/km, NOx: 0,0790 g/km, CH: 0,2280 g/km
Źródła:
https://web.archive.org/web/20121021200910/http://www.hondamc2013.com/bikes/vision-110/